# Felice Alessandri
Felice Alessandri (Roma o San Damaso prop de Mòdena, 24 de novembre de 1747 - Casinalbo prop de Mòdena, 15 d'agost de 1798), va ser un clavecinista i compositor d'òpera italià. Va treballar a nivell internacional i, a més de diverses ciutats italianes, també va treballar a París, Londres, Sant Petersburg i Berlín.
A causa de la semblança del seu nom, de vegades es confon amb el compositor Alessandro Felici. Se sap que el 1773 va representar Dresden l'òpera L'amore soldato, que en realitat va ser escrita per Felici.

## Biografia
Després de la formació d'Alessandri a Nàpols, la seva primera obra important, l'oratori Il Tobia, es va representar Roma el 1765. En els anys següents va treballar com a clavecinista i director de banda a Torí i al Concert Spirituel de París. Després va anar a Verona i Venècia, on es van representar les seves primeres òperes Ezio i Il matrimonio per concorso durant la temporada de carnaval de 1767.
Alessandri estava casat amb la cantant buffa Maria Lavinia Guadagni (1735–al voltant de 1790), germana del castrat Gaetano Guadagni. A la tardor de 1767 tots dos van treballar al Her Majesty's Theatre de Londres. Per a aquest teatre Alessandri va compondre les òperes La moglie fedele (1768) i Il re alla caccia (1769). Allà també va organitzar i dirigir òperes de Baldassare Galuppi i Niccolò Piccinni i va aparèixer com un virtuós del clavicèmbal. Durant aquest temps també va tenir lloc una representació de la seva òpera L'argentino al "Burgtheater" de Viena.
De 1773 a abril de 1775, Alessandri va passar la major part del seu temps a Torí, on es van representar tres de les seves òperes. L'estiu de 1776 va rebre una invitació de Joseph Legros per unir-se a ell en la direcció del Concert Spirituel a París. Ho va acceptar el 1777 i va viure a casa de Legros fins al 1778.
Després va tornar a Itàlia, on es van representar més òperes a diverses ciutats i va rebre grans elogis. Destaquen especialment les representacions de Calliroe el desembre de 1778 i el ballet Venere a Cipro el gener de 1779 durant la temporada de reobertura de la Scala de Milà. El 1783 es va interpretar a Pàdua la seva cantata Le virtù rivali en honor al vice governador retirat ("Capitanio, e vice Podestà") Alvise Mocenigo. Aquesta va ser una de les últimes aparicions del seu cunyat Gaetano Guadagni.
Des de 1786 fins al maig de 1789, Alessandri va viure a Sant Petersburg, on va esperar en va, aconseguir una feina com a compositor a la cort russa. Tanmateix, només va ser contractat com a professor de cant per una família noble.
A la tardor de 1789, amb el suport de la diva Luisa Todi i el poeta de la cort Antonio de' Filistri da Caramondani, va rebre una posició de segon director a l'Òpera de la Corte de Berlín. Allà va compondre diverses òperes, de les quals només la primera (Il ritorno di Ulysse a Penelope de 1790) va tenir èxit. El seu patró Friedrich Wilhelm II ja estava insatisfet amb la segona òpera, L'ouverture du grand opéra italien à Nankin. També hi va haver disputes i rivalitats amb els seus col·legues, especialment amb el director de banda Johann Friedrich Reichardt. Després de més fracassos, el rei finalment va retirar l'encàrrec de l'òpera Alboino i va acomiadar Alessandri el 4 de juliol de 1792.
A la tardor de 1792 Alessandri va tornar a Itàlia. Va viure poc temps a Bolonya. El 1793 es va representar la seva òpera Virginia a Venècia. El 1794 va viatjar a Viena i Berlín a la recerca d'encàrrecs. Aquell any, Zemira i Armida van estar ben rebudes amb gran èxit a Pàdua. El 16 de febrer de 1796 va ser nomenat membre d'honor de l'"Accademia Filarmonica Modenese". Poc abans de la seva mort, la seva darrera òpera es va representar Mòdena, encara que no se'n sap el títol.

## Efecte i estil
Algunes de les seves òperes combinen elements dels estils francès i italià. A l'òpera màgica Alcina e Ruggero (Torí 1775) hi ha danses, cors i un primer exemple d'un "final de conjunt" amb fets argumentals. L'òpera Calliroe, escrita per a La Scala de Milà el 1778, conté molts cors i pantomimes, així com complexes seqüències d'escenes i conjunts. També hi ha ballets interactius relacionats amb l'argument de l'òpera. Les seves obres posteriors també reflecteixen aquest gust contemporani canviant. El contingut és cada cop més violent. Ara era possible que un pare de Virgínia matés la seva pròpia filla per protegir-la d'un tirà.
Les òperes buffes d'Alessandri tenen característiques semi-serioses. Bona part de la seva fama al nord d'Itàlia es deu a aquestes obres, com per exemple. La finta principessa i Il vecchio geloso, que es representaven a moltes ciutats.
La seva música conté més efectes cromàtics i harmònics que la de molts dels seus contemporanis. El llenguatge orquestral també mostra una gran varietat. D'altra banda, les seves obres semblen "convencionals". De tant en tant, també es feien acusacions de plagi. Les seves melodies es descriuen com a senzilles i agradables.

## Obra

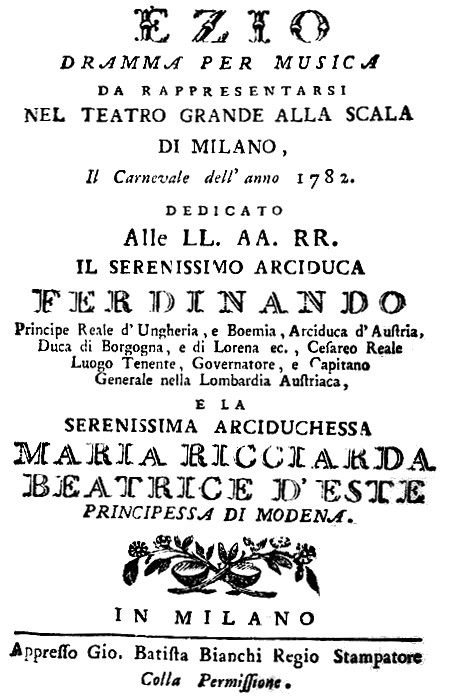
Ezio – Titelblatt des Librettos, Mailand 1782

- Ezio, drama per musica en tres actes; Llibret: Pietro Metastasio; Carnaval 1767, Verona, Teatro Filarmonico di Verona; revisat (nova introducció, conjunt i moviments corals) Carnaval 1782, Milà, Teatro alla Scala; Tardor 1782, Lucca; 28 d'octubre de 1783, Florència, Teatro della Pergola[5]
- Il matrimonio per concorso, dramma giocoso en tres actes; Llibret: Gaetano Martinelli, després de Carlo Goldoni; Carnaval 1767, Venècia, Teatro San Moisè; 19 de maig de 1767, Florència, Teatre Cocomero; Primavera 1770, Pavia, Teatre Omodeo; Tardor de 1773, Lisboa, Teatro Condes[6]
- Gli amanti ridicoli, òpera còmica; juntament amb Baldassare Galuppi; Llibret: Antonio Galuppi i Giovan Gualberto Bottarelli; 1768, Londres, King's Theatre al Haymarket; perdut
- La moglie fedele, òpera còmica en dos actes; Llibret: Giovan Gualberto Bottarelli; 27 de febrer de 1768, Londres, King's Theatre a Haymarket; perdut
- L'argentino, opera buffa en dos actes; Primavera de 1768, Viena, Burgtheater; perdut
- Arianna e Teseo, dramma (Pasticcio); Llibret: Pietro Pariati i Giovan Gualberto Bottarelli; 11 d'octubre de 1768, Londres, King's Theatre a Haymarket; perdut
- Il re alla caccia, òpera còmica en tres actes; Llibret: Carlo Goldoni; 1 de març de 1769, Londres, King's Theatre a Haymarket; perdut
- Argea, drama per musica en tres actes; Llibret: Giandomenico Boggio; 26 de desembre de 1772, Torí, Teatro Regio di Torino[7]
- Antigono, drama per musica en tres actes; Llibret: Pietro Metastasio; Primavera de 1773, Gènova, Teatre Sant'Agostino
- Creso, drama per musica en tres actes; Llibret: Giuseppe Gioacchino Pizzi; Primavera de 1774, Pavia, Teatro dei Quattro Cavalieri Associati; Carnaval 1778, Màntua, Teatro Regio Ducale Vecchio[8]
- La cameriera per amore, drama giocoso en dos actes; Llibret: Filippo Livigni; Tardor 1774, Torí, Teatre Carignano; Carnaval 1776, Lisboa, Teatre de Salvaterra; perdut[9]
- Medonte re d'Epiro, drama per musica en tres actes; Llibret: Giovanni De Gamerra; 26 de desembre de 1774, Milà, Teatre Ducale. Atribuït a Luigi Alessandri en el llibret, però probablement per Felice Alessandri[10]
- Sandrina, ossia La contadina di corte, dramma giocoso en dos actes; Llibret: Carlo Goldoni; 1775, Lucca, Teatro Pubblico; perdut?
- Alcina e Ruggero, drama per musica en tres actes; Llibret: Vittorio Amedeo Cigna-Santi després de Ludovico Ariosto; 26 de gener de 1775, Torí, Teatro Regio[11]
- La novità, drama giocoso en dos actes; Llibret: Giovanni Bertati; Tardor de 1775, Venècia, Teatre San Moisè[12]
- La sposa persiana, dramma giocoso en tres actes; Llibret: Carlo Goldoni; Tardor de 1775, Venècia, Teatro San Samuele; 1776, Dresden,Petit Teatre de la Cort; 1779, Viena, Theater am Kärntnertor
- Calliroe, drama per música en tres actes; Llibret: Mattia Verezi; 26 de desembre de 1778, Milà, Teatro alla Scala[13]
- Adrià a Síria, drama per a música en drei Akten; Llibret: Pietro Metastasio; 26. desembre 1779, divendres, Teatro San Benedetto
- Attalo re di Bitinia, drama per a música en tres actes; Llibret: Ferdinando Casorri i Antonio Salvi; 10. setembre 1780, Florència, Teatro della Pergola; Karneval 1781, Livorno, Teatre[14]
- Erifile, drama per a música en tres actes; Llibret: Giambattista Neri de Giovanni De Gamerra; 12. Juny 1781, Pàdua, Teatro Nuovo[15]
- Il vecchio geloso, comèdia per a música a tres actes; Llibret: Giovanni Bertati; 1. Octubre 1781, Mailand, Teatro alla Scala; veure més Actuacions a ciutats italianes, així com a Viena i Praga el 1784[16]
- Arbace, drama per a música en tres actes; Llibret: Gaetano Sertor; 29. desembre 1781, Roma, Teatro Argentina; perdut[17]
- La finta principessa, ossia Li due fratelli Pappamosca, drama lúdic a tres actes; Llibret: Filippo Livigni; Tardor 1782, Venècia, Teatre San Moisè; molts més Actuacions a ciutats italianes així com el 1783 a Viena i 1795 a Lisboa; també La finta baronessa ossia Li due fratelli ridicoli[18]
- I puntigli gelosi, drama lúdic en tres actes; Llibret: Filippo Livigni; Carnaval 1783, Venècia, Teatre San Samuele; perdut.[19]
- Demofoonte,, drama seriós a tres actes; Llibret: Pietro Metastasio; 12. Juny 1783, Pàdua, Teatro Nuovo
- Artaserse, drama per a música en tres actes; Llibret: Pietro Metastasio; 4. Novembre 1783, Nàpols, Teatro San Carlo[20]
- Il marito geloso, drama lúdic a tres actes; Llibret: Giovanni Bertati (?); Carnaval 1784, Liorna, Teatre Nou anomenat pels armenis; perdut; perdut segons Music in the past and present|MGG 1 s'identifica amb El vell gelós
- Il regno della moda, dramma per musica (pasticcio, entre d'altres, amb música de Domenico Cimarosa i Giovanni Paisiello); Carnaval 1790, Desenzano; perdut
- Il ritorno di Ulysse a Penelope, drama per música en tres actes; Llibret: Antonio de’ Filistri da Caramondani; 25 de gener de 1790; Potsdam, Teatre Reial de Sanssouci[21]
- L’ouverture du grand opéra italien à Nankin / La compagnia d'opera à Nanchino, òpera / dramma giocoso en dos actes; Llibret: Antonio de’ Filistri da Caramondani; 16 d'octubre de 1790, Berlín, Petit Teatre (Piccolo Teatro del palazzo reale); Segons MGG 1, L'ouverture du grand opéra italien à Nankin es va representar Potsdam el 16 d'octubre de 1788.
- Dario, drama per musica en tres actes; Llibret: Antonio de’ Filistri da Caramondani; Carnaval 1791, Berlín, Teatre Reial[22]
- Vasco di Gama, drama per musica en tres actes (pasticcio); Llibret: Antonio de’ Filistri da Caramondani; 20 de gener de 1792, Berlín, Teatre Reial; perdut[23]
- Virginia, drama per música en tres actes; Llibret: Alessandro Pepoli; 26 de desembre de 1793, Venècia, Teatro La Fenice[24]
- Zemira, drama per musica en dos actes; Llibret: Gaetano Sertor; 12 de juny de 1794, Pàdua, Teatro Nuovo; perdut
- Armida, drama per musica en dos actes; Llibret: Giuseppe Maria Foppa; 1 de juliol de 1794, Pàdua, Teatro Nuovo
- I sposi burlati, opera buffa en dos actes; 26 de desembre de 1798, Mantua, Nuovo Nazionale; perdut

Cantates
- Cantata nella solenne apertura dell'Academia degli’Ingegnosi; 1770, Florenz
- Il tempio della fama; 1782, Mailand
- La virtù rivali, acció en dues parts; llibret: Francesco Pimbiolo degli Engelfreddi; 5. Juli 1783, Padua, Teatro Nuovo[3]

Ballets
- Venere in Cipro, Escenari: Verazi (?), Coreografia: G. Canziani; 30 de gener de 1779, Milà, Teatro alla Scala; interpretada juntament amb la Cleòpatra de Pasquale Anfossi
- L'enlèvement des Sabines; S. Gallet; Octubre de 1779, Alessandria, Città; interpretada juntament amb La disfatta di Dario de Giuseppe Ferrero

Oratoris
- Il Tobia en dues parts; 1765, Roma
- La Betulia liberata; Llibret: Pietro Metastasio; 1780, Venècia; 1781, Pàdua;[25] segons MGG 1 en llatí, lletrista desconegut.

Obres instrumentals
- Sis concerts per a clavecí amb dos violins i violoncel; 1769, Londres
- Sis sonates per a dos violins i baix continu (clavicèmbal); 1770, Londres; Dedicat a George Pitt
- Sis simfonies per a dos violins, viola, dos oboès, dues trompes i baix, op.6; cap al 1780, París
- Sonata per clavicèmbal

## Digitalitzats
- Ezio. Llibret (italià), Milà 1782. Còpia digital a l'Arxiu d'Internet.
- El matrimoni per concorso. Llibret (italià), Venècia 1767. Còpia digital del Museo internazionale e biblioteca della musica di Bologna.
- Argea. Llibret (italià), Torí 1773. Còpia digital a l'Arxiu d'Internet.
- Creso. Llibret (italià), Màntua 1778. Còpia digital a l'Arxiu d'Internet.
- La càmera per amor. Llibret (italià), Torí 1774. Còpia digital del Museo internazionale e biblioteca della musica di Bologna.
- Medonte re d'Epiro. Llibret (italià), Milà 1774. Còpia digital del Museo internazionale e biblioteca della musica di Bologna.
- Alcina i Ruggero. Llibret (italià), Torí 1775. Còpia digital del Centre de digitalització de Munic.
- La novita. Llibret (italià), Venècia 1775. Còpia digital del Museo internazionale e biblioteca della musica di Bologna.
- Calliroe. Llibret (italià), Milà 1778. Còpia digital a l'Arxiu d'Internet.
- Attalo re di Bitinia. Llibret (italià), Florència 1780. Còpia digital del Museo internazionale e biblioteca della musica di Bologna.
- Erifile. Llibret (italià), Pàdua 1781. Còpia digital al sistema d'informació Corago de la Universitat de Bolonya.
- El vell gelós. Llibret (italià), Milà 1781. Còpia digital del Museo internazionale e biblioteca della musica di Bologna.
- Arbace. Llibret (italià), Roma 1782. Còpia digital del Museo internazionale e biblioteca della musica di Bologna.
- La finta principessa, ossia Li due fratelli Pappamosca. Llibret (italià), Reggio 1786. Còpia digital a Google Books.
- I puntigli gelosi. Llibret (italià), Venècia 1783. Còpia digital del Museo internazionale e biblioteca della musica di Bologna.
- Artaserse. Llibret (italià), Nàpols 1783. Còpia digital del Museo internazionale e biblioteca della musica di Bologna.
- El retorn d'Ulisses a Penèlope. Llibret (italià/alemany), Berlín 1790. Còpia digital de la Biblioteca Estatal de Berlín.
- Dario. Llibret (italià/alemany), Berlín 1791. Còpia digital de la Biblioteca Estatal de Berlín.
- Vasco di Gama. Llibret (italià/alemany), Berlín 1792. Còpia digital de la Biblioteca Estatal de Berlín.
- Virgínia. Llibret (italià), Venècia 1793. Còpia digital al sistema d'informació Corago de la Universitat de Bolonya.